# Elektrický proud v pevných látkách

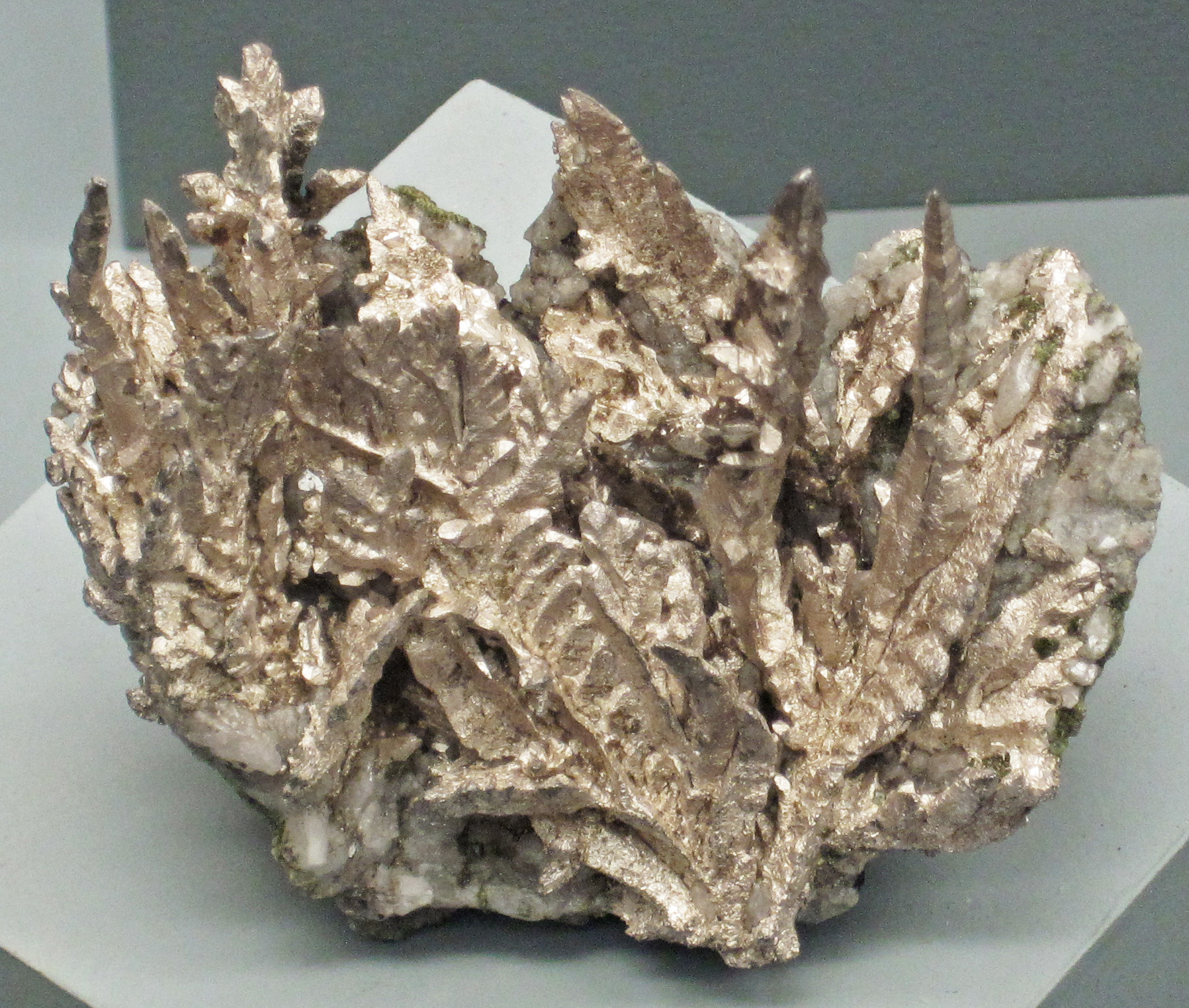
Stříbro - pevná látka patřící mezi nejlepší vodiče elektrického proudu (kovy)

Elektrický proud v pevných látkách je uspořádaný pohyb volných částic s elektrickým nábojem prošlých za jednotku času daným průřezem látky. V pevných látkách jsou těmito částicemi neboli nosiči elektrického proudu elektrony. Elektrický proud je fyzikální veličina, která má značku I a je měřena v jednotkách A (ampér).

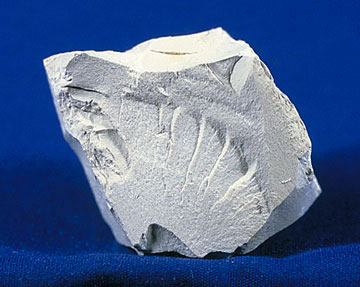
Kaolin - pevná látka patřící mezi nevodiče elektrického proudu (izolanty)

Fyzikální veličiny charakterizující vodivostní či odporové vlastnosti látek, které vedou elektrický proud, jsou konduktivita (měrná vodivost) a rezistivita (měrný elektrický odpor, specifický elektrický odpor). Rezistivita je převrácená hodnota konduktivity. Čím větší je rezistivita, tím menší je lokální elektrická vodivost dané látky a tím větší je lokální elektrický odpor. Jde o materiálové konstanty, které kvantitativně charakterizují danou látku a jsou v určitém smyslu považovány za neměnné.
Podle schopnosti vést elektrický proud se pevné látky dělí na vodiče, polovodiče a izolanty:
- Elektrický vodič je pevná látka, nejčastěji z kovu, kde je elektrický proud přenášen volnými elektrony. Velikost elektrického proudu je dána rezistivitou a u kovů se pohybuje mezi 10−6 a 10−8 Ωm.
- Polovodič je pevná látka, kde je elektrický proud přenášen volnými elektrony a kladnými dírami. Jejich počet lze ovlivňovat vnějšími nebo vnitřními podmínkami. Změnu vnějších podmínek lze zajistit dodáním energie - nejčastěji tepelné, elektrické nebo světelné. Změnu vnitřních podmínek představuje například příměs jiného prvku v polovodiči.
- Elektrický izolant (nevodič) je pevná látka, která neobsahuje volné částice s elektrickým nábojem nebo je obsahuje v zanedbatelném množství, proto nevede elektrický proud. Za izolanty se považují látky, jejichž rezistivita je řádově 106krát vyšší než u vodičů. Izolant, pokud je vložen mezi dva vodiče s rozdílným elektrickým potenciálem, může zamezit průtoku elektrického proudu mezi nimi.

## Teorie

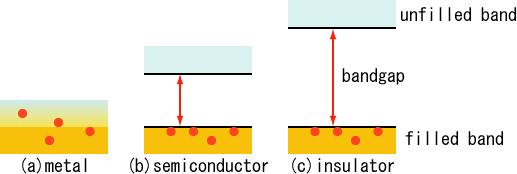
Elektrony kovů (metal), polovodičů (semiconductor) a izolantů (insulator) zaplňující energetické pásy (filled band). Je vidět rozdíl mezi velikostí zakázaného pásu (bandgap), který u kovů prakticky není a u izolantů je naopak velký.

Vysvětlení, proč pevné krystalické látky vedou elektrický proud různým způsobem a proč je dělíme na vodiče, polovodiče a izolanty, lze nalézt v jejich struktuře:
- Platí, že valenční elektrony v atomu se pohybují po určitých energetických hladinách. Pokud jsou tyto atomy součástí pevné krystalické látky sdružují se tyto energetické hladiny do energetických pásů.

Rozdíl v energetické pásové struktuře kovů, polovodičů a izolátorů. Červeně valenční pás (valence band), bíle zakázaný pás (band gap) a modře vodivostní pás (conduction band). Šedě překrytí (overlap) pásů u kovů.

- Rozdíl v energetické pásové struktuře kovů, polovodičů a izolátorů. Červeně valenční pás (valence band), bíle zakázaný pás (band gap) a modře vodivostní pás (conduction band). Šedě překrytí (overlap) pásů u kovů.Pásy vytvářejí pásovou strukturu pevných krystalických látek a dělí se na valenční (valence bond), zakázaný (band gap) a vodivostní pás (conduction band). Elektrony v krystalu postupně zaplňují dovolené pásy a zakázaný pás zůstává prázdný, jak je vidět na prvním obrázku.

- Elektrony ve valenčním pásu se podílejí na vazbě atomu s jinými atomy. Elektrony v pásu vodivostním jsou z vazeb uvolněné a mohou se jím volně pohybovat. Mají větší energii než elektrony v pásu valenčním, neboť je zvětšená o práci, kterou je nutné elektronům dodat na rozbití vazby.
- Pohyb elektronů obrovskými rychlostmi v povolených energetických pásech krystalu je chaotický a všemi směry. Průchod elektrického proudu (přenos náboje) je možný pouze tehdy, pokud vnější elektrické pole udělí elektronům dodatečnou rychlost v jednom směru.

- Schéma jednotlivých pásů znázorněné na obrázku je typické pro většinu pevných krystalických látek. Pro jednotlivé látky se však podstatně liší šířkou zakázaného pásu a obsazením jednotlivých pásů.

- Podle příslušnosti dané energetické hladiny do určitého pásu a podle zaplnění pásu lze definovat vodiče (kovy), polovodiče a izolanty. Zároveň je těmito pásy určena schopnost dané látky vést elektrický proud.
- Kovy mají nejvyšší schopnost vést elektrický proud, neboť jejich valenční a vodivostní pás se překrývají (overlap). Chybí zde zakázaný pás nebo je velmi úzký.
- Polovodiče mají nižší schopnost vést elektrický proud, neboť jejich valenční elektrony musejí překonat zakázaný pás dodáním energie, aby se dostaly do vodivostního pásu.
- Izolanty nemají schopnost vést elektrický proud, neboť jejich valenční elektrony nemohou překonat velmi široký zakázaný pás a dostat se do vodivostního pásu.

## Vodiče - kovy

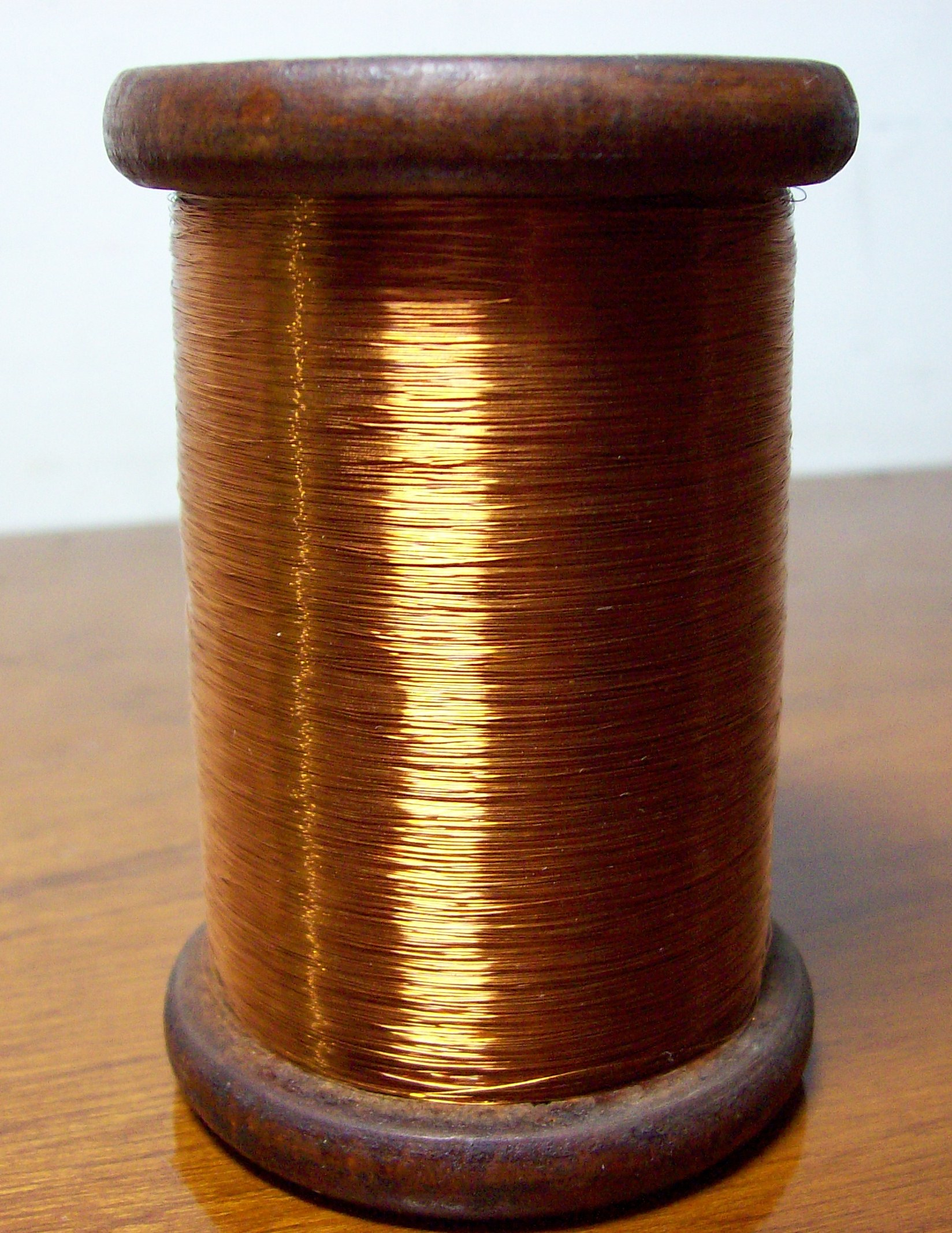
Měď patří mezi nejlepší vodiče elektrického proudu

U velmi dobrých vodičů se jejich vodivostní pás a valenční pás překrývají. Vodivostní pás je často obsazen z jedné poloviny, aby měl elektron po uvolnění z vazby kam přejít.
U horších vodičů jsou povolené pásy odděleny pouze úzkým zakázaným pásmem. Vzhledem k malé šířce zakázaného pásu pak stačí nepatrný vliv elektrického pole k tomu, aby se některé elektrony dostaly z pásu valenčního do vodivostního. Tedy získaly energii nutnou na překonání zakázaného pásu a začaly se usměrněně pohybovat ve vodivostním pásu.
Vysvětlení dobré vodivosti kovů lze nalézt v jejich krystalické struktuře. Ta je tvořená krystalovou mřížkou, která se skládá z pozitivně nabitého atomového jádra (uzlový bod), kolem kterého se volně pohybují elektrony a cestují mřížkou. Taková mřížka se nazývá pozitivní iontová mřížka a umožňuje kovům dobře vést elektrický proud.
S rostoucí teplotou se u vodičů zvyšuje odpor a snižuje vodivost. Je to dáno tím, že se rozkmitají uzlové body a překážejí průchodu elektronů. Nejlepšími vodiči jsou stříbro, měď nebo hliník.

## Polovodiče

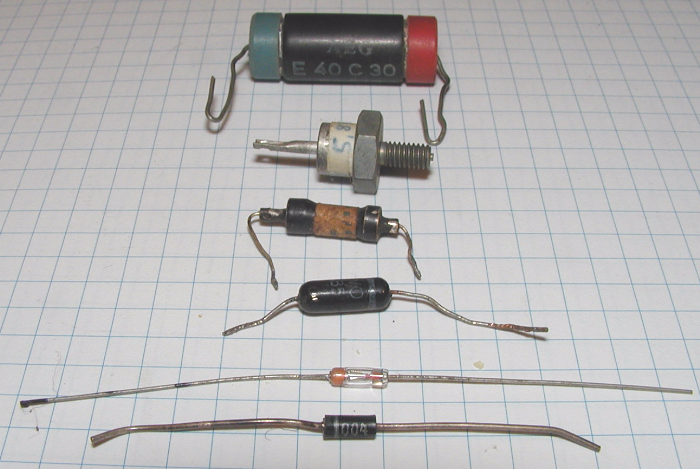
Různé typy diod vyráběné z polovodičů

Polovodiče mají valenční pás zcela zaplněn, vodivostní pás je zcela prázdný a mezi nimi je ne příliš široký zakázaný pás. S rostoucí teplotou některé elektrony přeskočí zakázaný pás a dostanou se do vodivostního pásu. Tímto přechodem se elektron uvolní z vazby a začíná se pohybovat krystalem. Po elektronu zůstane prázdné místo - kladná díra. Ta může být zaplněna jiným volným elektronem, a tak krystalem putují nejen volné elektrony ale také díry.
V polovodičích pak nazýváme pohyb elektronů elektronovou vodivostí a pohyb děr děrovou vodivostí. Směr pohybu kladných děr je opačný ke směru pohybu elektronů, ale celkový elektrický proud v polovodiči se rovná součtu proudu způsobeného volnými elektrony a proudu způsobeného kladnými děrami.
Počet volných elektronů a děr lze ovlivňovat vnějšími nebo vnitřními podmínkami. Změnu vnějších podmínek lze zajistit dodáním energie - nejčastěji tepelné, elektrické nebo světelné. Změnu vnitřních podmínek představuje například příměs jiného prvku v polovodiči. Legováním příměsemi lze změnit elektrickou vodivost polovodičů o mnoho řádů.
S rostoucí teplotou se u polovodičů snižuje odpor a zvyšuje vodivost. Je to dáno tím, že se s rostoucí teplotou zvyšuje počet elektronů a děr, schopných vést elektrický proud. Jako polovodiče se obvykle chovají polokovy ze 3. až 5. skupiny periodické tabulky, například bor, křemík nebo germanium.

## Nevodiče - izolanty

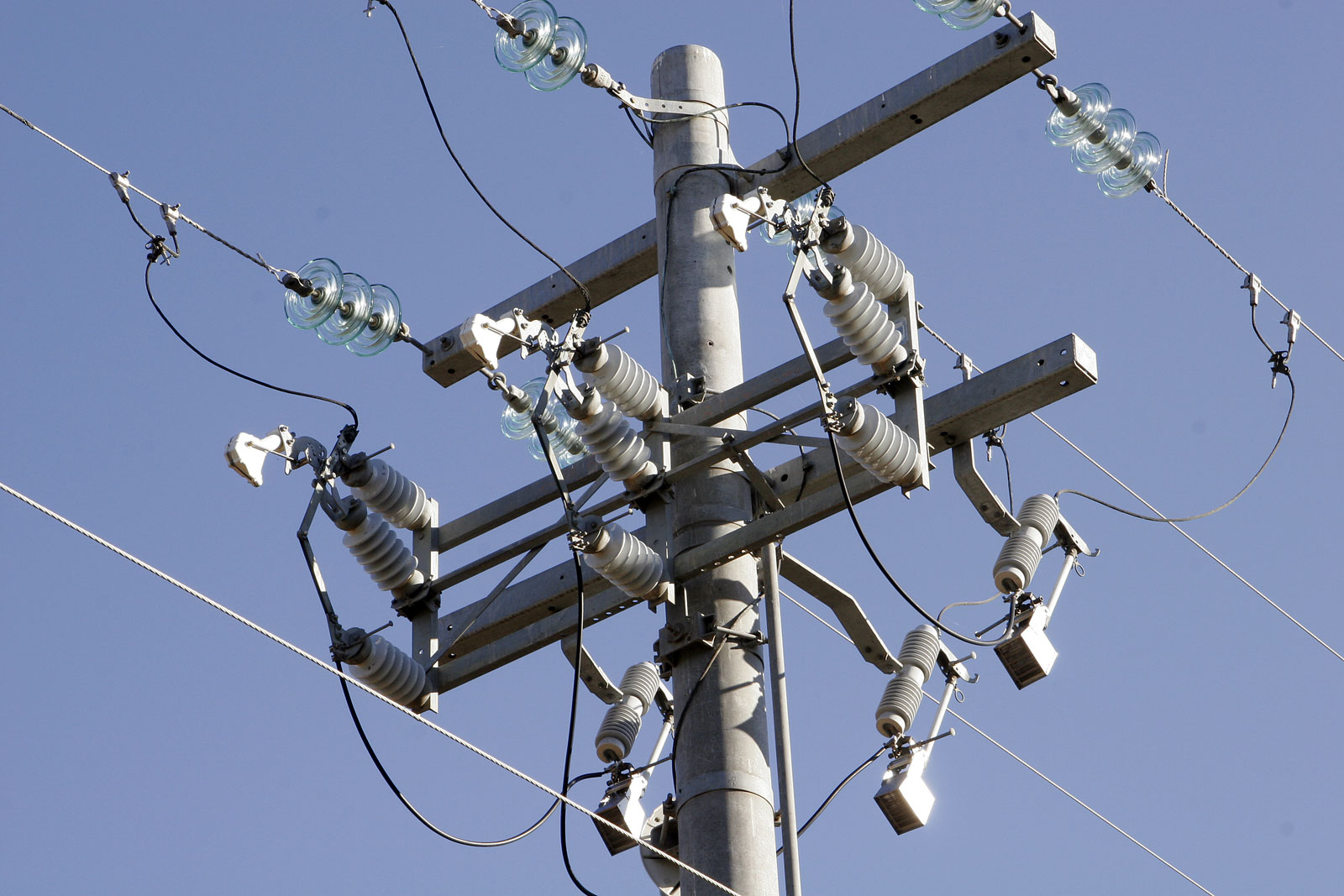
Keramické izolanty na drátech elektrického vedení

Izolanty nevedou elektrický proud, protože se u nich ve vodivostním pásu nevyskytují volné částice s elektrickým nábojem nebo se vyskytují v zanedbatelném množství. Zakázaný pás je příliš široký, aby mohlo dojít k přeskoku elektronů z valenčního do vodivostního pásu.
Ionizační energie izolantů je relativně vysoká. Za izolanty se považují látky, jejichž rezistivita je řádově 106 krát vyšší než u vodičů.
Dobrými izolanty jsou porcelán, sklo, většina plastů, suché dřevo, suchý papír, za normálních podmínek i vzduch nebo jiné plyny.

## Supravodiče
Supravodiče jsou materiály, jejichž elektrický odpor se stává nulovým, pokud teplota klesne pod kritickou teplotu (TC) a kdy nedochází ke ztrátě žádné energie přeměnou na Jouleovo teplo. Supravodiči se stávají některé kovy při velmi nízkých teplotách (cca pod 20 K, -253 °C). To omezuje její použití na relativně malý počet aplikací, protože chlazení vyžaduje kapalné helium a celý proces chlazení je velmi složitý a nákladný. Nejvyšší kritickou teplotu při atmosférickém tlaku má mezi kovovými supravodiči diborid hořečnatý (39 K).
V supravodičích proud přenášejí Cooperovy páry, což jsou dvojice elektronů s opačným spinem. Přenos náboje je tak kvalitativně jiný než v případě samostatných volných elektronů a elektrický odpor je pak nulový.
Nositeli náboje mohou být i ionty, to platí v superiontových vodičích. Může se jednat například o protony (kladné ionty vodíku) nebo o ionty O+. Superiontové vodiče se používají například jako polopropustné membrány nebo v palivových článcích.
Supravodivost byla objevena až v roce 1911 Heike Kamerlingh Onnesem, průkopníkem fyziky nízkých teplot a byla popsána kvantovou mechanikou. Za svůj výzkum v oblasti nízkých teplot obdržel v roce 1913 Nobelovu cenu za fyziku. Základní teorii konvenční supravodivosti (zvanou BCS teorie) formuloval Leon Cooper spolu s Johnem Bardeenem a Johnem Schriefferem. Za svou práci obdržel Nobelovu cenu za fyziku v roce 1972 a byly po něm pojmenovány Cooperovy páry.